# 耳蜗神经
耳蜗神经（英文：Cochlear nerve），又称听神经（auditory/acoustic nerve)，属于感觉神经，是前庭耳蜗神经的一个分支（另一个为前庭神经）。耳蜗神经连接内耳的耳蜗，将听觉信号传递至脑部；前庭神经则连接前庭系统，负责平衡觉信息传递。
在哺乳动物中，耳蜗神经包含的传入神经纤维一般分为两类：
- 第一型神经元（Type I neuron）占 90-95%，连接内毛细胞。它们直径较大，属于双极神经元、有髓鞘。每个第一型神经元都连接着一个毛细胞，但依据物种和细胞位置，一个毛细胞可连接至多30个神经纤维。
- 第二型神经元（Type II neuron）占5-10%，连接外毛细胞，直径较小、无髓鞘。

听神经纤维的细胞体位于耳蜗的螺旋神经节内，与听觉感受器柯蒂氏器相连。